# 落日燃ゆ
『落日燃ゆ』（らくじつもゆ）は、城山三郎の小説。1974年に新潮社から単行本が刊行され、1986年に新潮文庫に収録された。A級戦犯に指定され、東京裁判で有罪か無罪かで賛否両論となり、唯一文官として絞首刑となった元首相・広田弘毅の生涯を描いた物語である。
第28回毎日出版文化賞と第9回吉川英治文学賞を受賞している。1976年にはNETテレビ（現・テレビ朝日）で、2009年には再びテレビ朝日でテレビドラマ化された。

## 名誉毀損訴訟
作中に登場する佐分利貞男（元外交官）の描写に不貞な関係を結んでいたことをほのめかせる記述があったとして、佐分利の甥が城山を相手取り、名誉毀損の損害賠償（謝罪広告の掲載と慰謝料）を求める民事訴訟を東京地方裁判所に提訴した。佐分利貞男本人は1929年に世を去っており、死者に対する名誉毀損が不法行為として民法上の損害賠償の対象となりうるかどうかが注目された。一審の東京地裁は1977年7月19日の判決で「遺族の死者に対する敬愛追慕の情等の人格的利益を社会的に妥当な受忍限度をこえて侵害する場合に、遺族は救済を求めうる」とした。その上で、本件についてはその受忍限度を超えないとして原告敗訴の判決を下した。
原告側はこれを不服として東京高等裁判所に控訴、東京高裁は1979年3月14日の判決で、死者の名誉毀損については「刑法230条2項及び著作権法60条はこれを肯定し、法律上保護すべきものとしていることは明らか」「一般私法に関しては直接の規定はないが、これと異なる考え方をすべき理由はない」として、一般論として直接保護されるべきものと認定したが、不法行為に対する請求権の行使者は実定法上の根拠を欠くとした。その上で、本件については原告の精神的苦痛に対する不法行為の主張と解し、本人の死去から長い時間が経過すれば遺族の敬愛追慕の情よりも歴史的事実探求や表現の自由への配慮が優位に立ち、本人の死去から44年を経過した本作の場合は少なくとも内容が虚偽の事実と解されなければ遺族の敬愛追慕の情を受忍し難い程度に害したといえないという判断基準を示した。東京高裁は、内容を虚偽の事実と認めることができないとして控訴を棄却した。
民法上の不法行為として死者への名誉毀損に対する損害賠償を求める訴訟としては、川端康成を描いた臼井吉見の小説『事故のてんまつ』をめぐって川端の遺族が起こしたものが先にあったが、最終的に和解に至ったため、司法の判断が下されたのは当訴訟が初めてのものとなった。このため、高裁の判決はその判例としてしばしば引用・言及される。

## テレビドラマ（1976年版）
1976年7月29日、『ザ・スペシャル』枠にてスペシャルドラマとして放送。原作者である城山が脚本に参加している。第31回文化庁芸術祭優秀賞受賞。

### 出演
- 広田弘毅：滝沢修
- 広田静子：高峰秀子
- 広田登代子：真野響子
- 広田美代子：水原英子
- 広田正雄：前田昌明
- 花井忠：内藤武敏
- 山座円次郎：鈴木瑞穂
- 東條英機：若宮大祐
- 吉田茂：フランキー堺（特別出演）
- ウィリアム・ウェブ：ジョージ・ファーネス
- ナレーター：山内明
- その他：下川辰平、辻萬長、加藤正之ほか

### スタッフ
- 脚本：城山三郎、松山善三
- 演出：大村哲夫
- プロデューサー：原田康之助、山本隆則
- 音楽：間宮芳生
- 制作：NETテレビ（現・テレビ朝日）

## テレビドラマ（2009年版）
2009年3月15日の21:00 - 23:24（JST）に、「テレビ朝日開局50周年記念ドラマスペシャル」として放送。視聴率11.1%。

### 出演
- 廣田弘毅：北大路欣也
- 廣田静子（妻）：高橋惠子
- 廣田弘雄（長男）：木村彰吾
- 廣田正雄（三男）：山本耕史
- 廣田美代子（次女）：遠野凪子
- 廣田登代子（三女）：原田夏希
- 廣田徳平（父）:長門裕之
- 高橋是清（斎藤・岡田内閣蔵相）：神山繁
- 齋藤実（首相・内大臣）：織本順吉
- 岡田啓介（首相）：窪田弘和
- 板垣征四郎（関東軍高級参謀→陸相）：石田太郎
- 武藤章（陸軍軍務局長・陸軍中将）：菅原大吉
- 荒木貞夫（齋藤内閣陸相・文相）：目黒祐樹
- 大角岑生（齋藤内閣海相）：小沢象
- 寺内寿一（廣田内閣陸相）：寺田農
- 有田八郎（廣田内閣外相）：有福正志
- 山本五十六（海軍次官→連合艦隊司令長官）：内藤剛志
- 杉山元（近衛内閣陸相）：西田健
- 永田鉄山（陸軍省軍務局長）：笹木俊志
- 松尾伝蔵（陸軍大佐・岡田首相の義弟）：江原政一
- 相沢三郎（陸軍中佐・相沢事件の首謀者）：石倉英彦
- 鈴木貫太郎（侍従長）：東孝
- 花井忠（廣田の弁護士）：石丸謙二郎
- 東條英機（陸相・首相）：小峰隆司
- 石原莞爾（関東軍参謀）：山田明郷
- 近衛文麿（首相）：平田満
- 花山信勝（教誨師）：笹野高史
- 佐藤賢了（陸軍軍務局課員→軍務課長→局長）:橋爪功
- 西園寺公望（公爵・元老）：大滝秀治
- 吉田茂（廣田と外務省の同期・のち首相）：津川雅彦
- ナレーター：左時枝

### スタッフ
- プロデューサー：田中芳之（テレビ朝日）、加藤貢、手塚治、河瀬光（東映）
- 脚本：尾西兼一
- 音楽：渡辺俊幸
- 監督：猪崎宣昭
- VFX：NTTメディアラボ
- ロケ協力：京都府、大阪府、神戸市、京都府ロケーション・ヘルプ・デスク、大阪ロケーション・サービス協議会、神戸フィルムオフィス、浜名湖ロケ応援団 ほか
- 制作：テレビ朝日・東映

## 書誌情報
- 城山三郎『落日燃ゆ』新潮社、1974年。
- 『新潮現代文学』 56巻、新潮社、1978年10月。
- 『城山三郎全集』 第2巻、新潮社、1980年3月。
- 城山三郎『落日燃ゆ』新潮社〈新潮文庫〉、1986年11月。ISBN 4-10-113318-2。
- 城山三郎『落日燃ゆ』埼玉福祉会〈大活字本シリーズ〉、1992年9月。
- 城山三郎『落日燃ゆ 官僚たちの夏』岩波書店〈城山三郎伝記文学選 2〉、1999年1月。ISBN 4-00-092242-4。
- 城山三郎『落日燃ゆ』（新装版）新潮社、2002年3月。ISBN 4-10-310814-2。
- 城山三郎『落日燃ゆ』角川書店〈城山三郎 昭和の戦争文学 5〉、2005年10月。ISBN 4-04-574534-3。